# キリティマティエッラ・グリュコウォランス
キリティマティエッラ・グリュコウォランス（Kiritimatiella glycovorans）は、2017年に記載された細菌である。
2013年にキリバスのクリスマス環礁にあるLake21と呼ばれる湖より発見された。湖を覆うシアノバクテリアマットの下部は低酸素無酸素状態にあり、このサンプルから分離された。偏性嫌気性で糖類を発酵する。運動性は無く、グラム染色は陰性、形状は1-2μm程度の球形で時に凝集する。
16S rRNA系統解析ではウェルコミクロビウム門の姉妹群になり、同時にキリティマティエッラ門が提唱されている。2018年7月現在この門唯一の記載種である。PVC群に特徴的な細胞内膜は形成されない。
全ゲノムはKiritimatiella glycovorans L21-Fru-AB株について解読されており、ゲノムサイズは294万9723bp、ORFは2420ヶ所である。